# Tim Agaba
Timothy Ernest Victor Kwizera Agaba (23 de julho de 1989) é um jogador de rugby sevens sul-africano nascido em Uganda, medalhista olímpico

## Carreira
Tim Agaba integrou o elenco da Seleção Sul-Africana de Rugbi de Sevens, na Rio 2016, conquistando a medalha de bronze.